# Jean-Pierre Lopez
Pour les articles homonymes, voir Lopez.
Jean-Pierre Lopez est un footballeur français né le 3 janvier 1943 à Cierp (Haute-Garonne).
Il évolue comme arrière droit à l'Olympique de Marseille. Avec ce club, il est vainqueur de la Coupe de France  en 1969, Champion de France en 1971 et remporte le doublé Coupe-Championnat en 1972.

## Biographie
Instituteur et joueur dans les divisions amateurs, il est repéré à 24 ans par Mario Zatelli qui le fait s'engager à l'Olympique de Marseille à l'été 1967.
Devenu titulaire au poste d'arrière-droit, il participa à une période faste du club qui gagna deux coupes de France en 1969 et 1972, et deux titres de champion en 1971 et 72, emmené par des joueurs tels que Josip Skoblar ou Roger Magnusson.
Il quitta le club en 1974 pour rejoindre l'AS Béziers.
Bien qu'il participa à la tournée de l'équipe de France en Amérique du sud en 1972, il n'entra pas en jeu, et ne fut ainsi jamais international.

## Clubs
- 1967-1974 :  Olympique de Marseille
- 1974-1976 :  AS Béziers

## Palmarès
- Champion de France en 1971 et 1972 avec l'Olympique de Marseille
- Vainqueur de la Coupe de France en 1969 et 1972 avec l'Olympique de Marseille